# Milan Bosnić
Milan Bosnić, bosansko-hercegovski general, * 23. avgust 1916, † 24. december 2009.

## Življenjepis
Leta 1941 je vstopil v NOVJ in KPJ.
Po vojni je končal šolanje na Višji vojaški akademiji JLA in na Vojni šoli JLA. 

## Odlikovanja
- Red zaslug za ljudstvo
- Red bratstva in enotnosti